# Oudaden
Oudaden è un gruppo musicale berbero marocchino della regione del Souss, il cui leader è Abdellah el Foua.

## Storia del gruppo
Oudaden, il cui nome significa, in berbero, "I mufloni di montagna", è stato fondato nel 1978 a Ben Sergao, vicino ad Agadir. Il gruppo ha dato numerosi concerti in Marocco e all'estero, in particolare in Europa e negli Stati Uniti. Si sono esibiti perfino in Malaysia nell'ambito del Rainforest World Music Festival, ed in Tanzania in occasione del Sauti za Busara.
Il loro primo album è uscito nel 1985. Fino ad oggi ne hanno prodotti una trentina, contribuendo alla rinascita della canzone berbera in lingua tashelḥit. ·  · .
Nel 2012 hanno affettuato una tournée in Francia e in particolare si sono esibiti all'Institut du monde arabe · .

## Componenti del gruppo
Oudaden è composto da sei membri
- Abdellah el Foua (banjo e canto)
- Ahmed el Foua (talunt e tagoualt)
- Mohammed Jemoumekh (tam-tam, detto tigwaline)
- Larbi Amhal (tismamayeen-nakus)
- Khalid el Foua (talunt)
- Larbi Boukharmous (chitarra)

in precedenza hanno fatto parte del gruppo
- Abdelhak Aresmouk (banjo)
- Hassan Aatour (chitarra)
- Hassan Zine (chitarra)
- Mohamed Aznkd (chitarra)
- Said Ouhdi (chitarra)
- Abdellah Berhich (talunt)
- Lahcen Achaor (talunt + nakus)

## Stile musicale
Gli Oudaden si ispirano alla musica tradizionale amazigh (berbera), di cui hanno rinnovato stili e modi espressivi. Sono un gruppo leader nello stile del Souss chiamato "Tagrupit" o "Tirubba": uno stile nuovo che è venuto dopo lo stile "tazenzart". Questo genere musicale è spesso presente nelle feste di matrimonio del Nordafrica. Quasi sempre si osserva l'impiego di un banjo e di una chitarra elettrica, i due strumenti che costituiscono i pilastri dello stile "tirubba".

## Discografia

### Album
- 2011: Empreinte (Buda Musique)
- 2012: Mayna